# Міллет
Міллет (тур. millet, від араб. ملة - міллях) — у мусульманських державах самоврядні об'єднання осіб однієї віри з власними адміністративними установами, судами, соціально-культурними закладами (школи, лікарні тощо), які знаходились у спеціально відведених для цього місцях (кварталах) міст. У XV—XX сторіччях термін набув широкого поширення в Османській імперії для класифікації нею народів за релігійною ознакою. 

## Історія виникнення
У XIV-XVII сторіччях внаслідок загарбницьких війн на Балканському півострові, особливо щодо територій Візантійської імперії, столицю якої Константинополь було захоплено і перетворено на столицю нової держави,Османська імперія значно розширила свої володіння. Османська держава поступово стала багатокультурною, багатонаціональною та поліконфесійною, на її території проживали народи різних мов та віросповідувань — мусульмани, православні (константинопольського, сирійського і александрійського патріархатів), юдеї, вірмени. Слід зауважити, що саме релігія — іслам, а не національність та/або мова стала головною відмінною рисою належності до політично панівних верств населення Османської імперії. 

## Міллети в Османській Імперії
За таких умов питання управління в імперії вирішили наступним чином. Жителі імперії були поділені на міллети — за віросповіданням. За релігійною ознакою на території Османської держави було утворено міллети:
- мусульмани,
- millet-i Rûm (буквально «римский»): православні (константинопольський патріархат, сирійський патріархат та александрійський патріархат),
- вірмени
- юдаїсти.

Кожний міллет підпорядковувався власному духовному пастирю — халіфу (мусульмани), Вселенському патріарху (православні), католикосу (вірмени-православні) чи рабину (юдеї). Халіфом (провідником) мусульманської общини — умми в ті часи був сам султан, нащадок Османа. Провідники інших громад згідно з законами імперії повинні були підпорядковуватися йому і несли перед ним відповідальність за діяльність віруючих свого міллету. Це давало змогу юридично обійти принцип мусульманського права згідно з яким халіф не може бути керівником іновірців. Основною вимогою для призначення на пост головного пастиря міллету були особисті зв'язки с султаном та близькими до нього візирями, а також демонстрація лояльності по відношенню до панівного класу мусульман. 

## Дискримінація міллетів
В Османській державі для членів кожного міллету були визначені певні права та обов'язки. При цьому у країні завжди підкреслювалося панівне становище ісламу та мусульман. За таких умов найбільшим обсягом прав, звісно, володіли мусульмани. Члени інших громад імперії мали переважно обов'язки (носіння тюрбанів певного кольору, проживання у визначених місцях, кварталах міста (лінії осілості), заборона їзди верхи, сплата податку грошима та дітьми). Перехід "невірних" в іслам всіляко заохочувався, натомість перебіг мусульман 
в інші релігії карався смертною карою. Поступово й урізувався державний бюджет немусульманських міллетів, які владною мусульманською частиною суспільства розглядалися та сприймалися як тимчасове явище, як перехідна ланка до остаточного утвердження законів шаріату.

## Православний міллет в Османській імперії
Передумови формування в Османській імперії православного міллету ведуть ще у період Візантійської імперії. У Східній Римській імперії (Візантії) главою усіх православних громад був Константинопольський патріарх, який завжди був греком, хоча у межах імперії існували інші патріархати, які формально повністю були незалежними, автокефальними у канонічних питаннях (див. Автокефальна церква). 
Після падіння перед турками Константинополя (1453 рік) патріарх змушений був визнати владу султана і таким чином султан через васального йому патріарха отримав змогу впливати на життя держав світу, у яких були православні громади, зокрема на землі Русі. Цей факт має дуже важливе значення, оскільки релігійні лідери (патріарх, халіф, Папа Римський) згідно з принципами права тих часів мали можливість позбавляти влади світських правителів — царів, королів і т. д. Тобто за таких умов султан за допомогою патріарха мав змогу позбавити влади наприклад московського царя. Зокрема, розуміючи це, церковний собор у Московському царстві ухвалив рішення про вихід з-під влади Константинопольського патріарха і утворення незалежного патріархату Всієї Русі (з центром у Москві). Але чимало релігійних лідерів України ще довгий час (аж до XVIII ст.) визнавали владу Константинопольського патріарха.

## Протиріччя у системі міллетів
Побудова міллетів за релігійною ознакою без урахування національності та/або мови їх членів створила умови для виникнення протиріч між різними етнічними групами міллетів однієї тієї ж віри. Це насамперед стосується православного міллету. Так, протягом всієї історії Османської імперії, як й упродовж історії багатонаціональної Східної Римської імперії, всі найвищі церковні посади в ієрархії православної церкви займали греки-фанаріоти, попри те, що основну частину православного населення держави складали слов'яномовні болгари, серби, македонці, а також частина албанців і досить численні волохи (див.Населення Візантії). Цей факт мав велике негативне значення для культурного розвитку слов'янських та романських народів в Османській імперії. Майже усі церковні приходи передавалися турками до рук греків, насаджувалася грецька культура (богослужіння, школа, література), спалювалися та знищувалися старовинні книжки, витіснялася церковнослов'янська мова. При цьому самі греки піддавалися поступовому отуреченню і втрачали свою рідну мову. Враховуючи те, що судова влада була у руках греків (кожен міллет підлягав суду своїх релігійних лідерів, за законами своєї віри і церкви), слов'яни ставали повністю безправні, у той час як греки, якщо вони не конфліктували з мусульманами, визнавали їх абсолютне верховенство мали максимум прав, зокрема вільно торгували, займалися судовою, освітньо-релігійною, літературною та іншою будь-якою невійськовою діяльністю на всій території Османської імперії. Греки-фанаріоти фактично контролювали місцеву адміністративну владу у придунайських князівствах — Молдавії та Волощини. По суті мова вже йшла не про турецьке панування, а про спільне греко-турецьке панування в Османській імперії. Ситуація, яка склалася, тільки загострювала національні протиріччя всередині православного міллету і зрештою спонукала до посилення боротьби за національну самосвідомість поміж слов'янських та романських народів. 

## Роль православного міллету у національному визволенні Греції
Греки-фанаріоти, під контролем яких перебував "румський" (православний) міллет, у певному сенсі задля матеріальних цілей були зацікавлені у співробіництві з османським режимом, водночас і плекали еволюційні ідеї "Великої Греції". У той же час вони були і заручниками ситуації, яка складалася всередині міллету.
Повстання, яке спалахнуло у 1821 році у Мореї, переросло в національно-визвольну війну проти османського панування. За підтримки західноєвропейських держав Греція здобула незалежність, але з точки зору права османської імперії це означало державний заколот, за який повинен був нести відповідальність відповідний релігійний лідер — смертну кару. Саме тому Константинопольський патріарх і його найближче оточення — керівники православного міллету були страчені через повішення.